# چراغ‌کوسه ریزچشم
چراغ‌کوسه ریزچشم (نام علمی: Etmopterus litvinovi) نام یک گونه از راسته خاردارکوسه‌سانان است.